# Заварова Ганна Володимирівна
 Зава́рова Га́нна Володи́мирівна (16 червня 1943, Фрунзе, Киргизька РСР) — 11 липня 2011, Київ) — українська мистецтвознавиця, арт-критик, історик мистецтва, педагог, член НСХУ (з 1984), кандидат мистецтвознавства (з 1969), викладач НАОМА (з 1968), професор (з 1997).

## Життєпис
Ганна Заварова народилася 16 червня 1943 у місті  Фрунзе, Киргизької РСР. Згодом сім’я переїхала до України. Закінчила Київський  художній інститут у 1964. Навчалась у Платона Білецького, Людмили Міляєвої,   Леоніда Владича. Від 1968 працювала в ньому. Захистила кандидатську дисертацію з мистецтвознавства  у 1969. Членкиня Національної спілки художників України з 1984 року. 
У 1997  отримала звання професора НАОМА на  кафедрі теорії та історії мистецтва. 
Померла 11 липня 2011  у місті  Києві, залишивши дочку.

## Наукова праця
Ганна Заварова мала широкий спектр наукових досліджень: від  історії класичного мистецтва до  ілюстрування дитячої  книги.  Її аналітичні розвідки простежують зв'язок між загальними культурологічними закономірностями часу і конкретними практиками художників. Як арт-критик вона підтримувала й досдіджувала творчість сучасників, які розширювали вузькі рамки методу соціалістичного реалізму, частково перебуваючи в  андеграунді.  Це визначні постаті  українського мистецтва  Григорій Гавриленко. Вадим Ігнатов .та інші.
Авторка статей у журналах «Terra Incognita», «Музейний провулок»,  «Образотворче мистецтво» та ін.
Її енциклопедичні знання та педагогічний хист виховали й допомогли у становленні декількох поколінь українських мистецтвознавців, які навчались у НАОМА.. Серед її учнів відомі науковці:
Волощук Ігор Михайлович
Гурська Лідія Олексіївна
Димшиць Едуард Олександрович
Єфремова Валентина Олексіївна
Кодьєва Олена Петрівна
Крутенко Наталія Григорівна
Лагутенко Ольга Андріївна
Лисенко Людмила Олександрівна
Лобановська Ганна Борисівна
Сидор-Гібелинда Олег Вячеславович
Смолій Юлія Олександрівна
Титаренко Олексій Михайлович
Чегусова Зоя Анатоліївна

## Наукові статті
- Г. Заварова «Російське мистецтво другої половини ХІХ – початку ХХ ст.» // «Російське мистецтво».К., 1967
- Г. Заварова « Володимир Фаворський» //«Образотворче мистецтво», 1986, №3
- Г. Заварова «Відблиск повноти. Син гармонії Григорій Гавриленко» // «Музейний провулок», 2004, № 2, стор. 86-93. [Архівовано 18 квітня 2021 у Wayback Machine.]
- Г. Заварова . Про час//   Terra Incognita, 2001, №9, стор.4-5.(рос.)